# Clan MacLeod
Il Clan MacLeod (/məˈklaʊd/ mə-klowd; in gaelico scozzese Clann Mhic Leòid;  [ˈkʰl̪ˠãũn̪ˠ vĩçkʲ ˈʎɔːtʲ]) è un clan delle Highlands scozzesi associato all'isola di Skye. Esso è tradizionalmente suddiviso in due rami principali: i MacLeod di Harris e Dunvegan, conosciuti in gaelico come Sìol Tormoid ("progenie di Tormod"), e il Clan MacLeod di Lewis, Assynt e Raasay, conosciuto in gaelico come Sìol Torcaill ("progenie di Torcall"). Entrambi i rami rivendicano la discendenza da Leòd, un Norreno-Gael vissuto nel XIII secolo.
Oggi, il Clan MacLeod di The Lewes, il Clan MacLeod di Raasay e il Clan MacLeod sono rappresentati dalle Associated Clan MacLeod Societies e dai capi dei tre clan. L'associazione è composta da dieci società nazionali presenti in tutto il mondo, tra cui: Australia, Canada, Inghilterra, Francia, Germania, Nuova Zelanda, Scozia, Sud Africa, Svizzera e Stati Uniti.

## Storia

### Origini
Il cognome MacLeod significa "figlio di Leòid". Il nome Leod è una forma anglicizzata del termine gaelico scozzese Leòid, che si ritiene derivare dall'antico norreno. La parola clann indica "figli della famiglia, discendenti, clan", mentre mhic è il genitivo di mac, il termine gaelico per "figlio", e Leòid è il genitivo di Leòd. L'espressione Clan MacLeod significa quindi "i figli o discendenti del figlio di Leod".
Il Clan MacLeod di Lewis rivendica la propria discendenza da Leòid, che secondo la tradizione era un figlio minore di Olaf il Nero, Re di Mann (1229–1237). Tuttavia, alcune ricerche pubblicate nella rivista del Clan MacLeod propongono una genealogia alternativa. Questa sostiene che Leòid non fosse figlio di Olaf, bensì un cugino di terzo grado (con alcune rimozioni) di Magnus, ultimo Re di Mann. Tali studi si basano sulla genealogia di Christina MacLeod, pronipote di Leòid, che sposò Hector Reaganach (McLean/McLaine). Secondo queste ipotesi, la relazione con i Re di Mann deriverebbe da una linea femminile, attraverso Helga dai Capelli Belli. La corrispondenza cronologica tra la genealogia di Christina e i fatti storici noti conferisce una certa autenticità a queste affermazioni.
Secondo la tradizione, Leòid, che possedeva Harris e parte di Skye, sposò una figlia del siniscalco norreno di Skye, noto come MacArailt o "figlio di Harold", signore di Dunvegan e gran parte di Skye. Sempre secondo la tradizione, i due figli di Leòid, Tormod e Torquil, fondarono i due principali rami del Clan MacLeod: Siol Tormod e Siol Torquil. Torquil sarebbe in realtà stato un nipote di Tormod; i suoi discendenti detennero le terre dell'isola di Lewis fino al XVII secolo, quando i Mackenzie, con l'aiuto dei Morrison e dei MacLeod di Harris (Siol Tormod), riuscirono a conquistarle. Rami minori del Siol Torquil mantennero più a lungo le terre di Assynt e Cadboll, nonché l'isola di Raasay fino al 1846. Il Siol Tormod controllava invece Harris, Glenelg sulla terraferma e Dunvegan sull'isola di Skye.
Leòid sarebbe morto intorno al 1280 e sepolto sull'isola sacra di Iona, luogo di sepoltura di sei successivi capi del clan.

### XIV secolo
Tormod, figlio di Leod, non compare nei documenti contemporanei. Tuttavia, secondo la tradizione tramandata nel manoscritto Bannatyne del XIX secolo, fu un noto guerriero e prese parte alla Battaglia di Bannockburn. Il figlio di Tormod, Malcolm, è il primo del clan a essere citato nei documenti dell’epoca: appare infatti come "Malcolme, figlio di Tormode M'Cloyde", insieme al parente Torquil ("Torkyll M'Cloyd"), in una carta reale risalente al 1343 circa, durante il regno di Davide II (1329–1371). Malcolm fu succeduto dal figlio maggiore, Iain Ciar, che divenne il quarto capo del clan intorno al 1330. Secondo la tradizione, Iain Ciar fu un capo tirannico e morì nel 1392, a seguito di ferite riportate in un'imboscata a Harris.

### XV secolo
Nel 1411, il Clan MacLeod partecipò alla Battaglia di Harlaw a sostegno di Domhnall di Islay, Signore delle Isole. Nel 1481, nella Battaglia di Bloody Bay, il capo William Dubh MacLeod perse la vita combattendo a fianco di John di Islay contro il figlio illegittimo Angus Og Macdonald.

### XVI secolo
Nel XVI secolo, il Clan MacLeod fu coinvolto in frequenti faide con il Clan Macdonald di Sleat. Nel 1588, William MacLeod di Dunvegan, il 13º capo, stabilì un'alleanza con Lachlan Mackintosh, capo del Clan Chattan.

### XVII secolo
La Battaglia di Coire Na Creiche del 1601 segnò la sconfitta dei MacLeod ad opera dei MacDonald. Durante la Guerra Civile, il Clan MacLeod combatté come sostenitore della causa realista. Nel 1650, Neil MacLeod di Assynt tradì James Graham, I Marchese di Montrose, consegnandolo al governo dei Covenanter.

### XVIII secolo
Il Clan MacLeod sostenne i giacobiti durante la rivolta del 1715 ma non durante quella del 1745. Norman MacLeod di Dunvegan guidò 500 uomini a sostegno delle forze governative, ma fu sconfitto nella Battaglia di Inverurie. Dopo la Battaglia di Culloden, i MacLeod di Dunvegan perseguitarono i MacLeod di Raasay, considerati traditori.

### XIX-XXI secolo
Il 26º capo, Norman Magnus MacLeod, morì senza discendenza maschile e fu succeduto dal fratello Sir Reginald MacLeod. La leadership del clan passò poi a Dame Flora MacLeod e, successivamente, a suo nipote John Wolrige Gordon MacLeod. Dal 2007, Hugh Magnus MacLeod è il 30º capo del Clan MacLeod.

## Società di Clan e Parlamento
Esistono dieci società di clan affiliate all'Associated Clan MacLeod Societies (ACMS), con sede a Edimburgo, Scozia. L'ACMS è un'organizzazione internazionale che coordina le dieci società nazionali affiliate in tutto il mondo. Le società nazionali includono:
- Australia (fondata nel 1912; rifondata nel 1951),
- Canada (1936),
- Inghilterra (1937),
- Francia (1981),
- Germania (2003),
- Svizzera (2013),
- Nuova Zelanda (1954),
- Scozia (1891),
- Sudafrica (1960),
- Stati Uniti d'America (1954).

L'iscrizione a molte di queste società è aperta a diverse categorie di persone: chiunque porti il cognome MacLeod; chiunque discenda da persone che portano il cognome MacLeod o sia legato da matrimonio; chiunque appartenga ai settori (septs) del clan; o chiunque abbia un interesse per le questioni del clan, indipendentemente dalla relazione con i MacLeod. In alcune società, l'iscrizione è a pagamento e può variare da abbonamenti annuali a formule di 15 anni (come in Scozia).
Ogni quattro anni, i membri delle società nazionali si riuniscono in occasione di un parlamento del clan. L'ultimo parlamento del clan si è tenuto alla fine di luglio 2023 presso Dunvegan.

## Castelli associati al Clan MacLeod

### Dunvegan Castle
Il Castello di Dunvegan, sede dei capi del Clan MacLeod da oltre 700 anni, si trova un miglio a nord del villaggio di Dunvegan sull'isola di Skye. Risalente al XIV secolo, il castello sorgeva originariamente su un'isola. È caratterizzato da un imponente mastio o torre, la celebre Torre delle Fate (Fairy Tower), un edificio principale con sala e numerose aggiunte successive.

#### Altri castelli del Clan MacLeod
Tra i castelli che sono stati posseduti dal Clan MacLeod si annoverano:
- Cadboll Castle, vicino a Tain, nella Ross-shire: un castello a pianta a L ormai in rovina. Originariamente appartenuto alla famiglia Clyne, passò successivamente ai MacLeod di Cadboll e in seguito al Clan Sinclair.[25]
- Knock Castle (Isola di Skye), noto anche come Caisteal Camus o Casteal Chamius: fu detenuto dai MacLeod nel XV secolo, ma passò poi al Clan MacDonald. Nel 1515, Alastair Crotach MacLeod tentò senza successo di assediarlo per restaurare la Signoria delle Isole.[25]
- Caisteal Mhicleod, vicino a Shiel Bridge, Lochaber: un castello in rovina che fu posseduto da Alastair Crotach MacLeod e rimase in uso fino al XVI secolo.[25]
- Dunscaith Castle, noto anche come Dun Sgathaich, vicino ad Armadale, Sleat, sull'isola di Skye: situato su una roccia vicino al mare, era originariamente detenuto dai MacAskills (un settore del Clan MacLeod di Lewis) e passò ai MacLeod nel XIV secolo. I MacLeod riuscirono a difendere il castello contro i MacDonald, Signori delle Isole, nel 1395 e 1401, ma esso passò ai MacDonald nel XV secolo.[25]
- Duntulm Castle, vicino a Uig, Skye: costruito su un sito che ospitava un'antica fortificazione dell'Età del Ferro, fu detenuto dai MacLeod fino al XVII secolo, quando passò ai MacDonald. Il castello fu visitato da Giacomo V di Scozia nel 1540.[25]
- Eilean Ghrudidh, Loch Maree, vicino a Kinlochewe, Wester Ross: sito di un castello su un'isola, originariamente detenuto dai MacBeaths nel XIII secolo, passò ai MacLeod intorno al 1430 e rimase nelle loro mani fino al 1513.[25]
- Gunnery of MacLeod, vicino a Borve, sull'isola di Berneray, North Uist: sito di un castello un tempo posseduto dai MacLeod. Norman MacLeod di Berneray, laird dell'isola, vi nacque. Famoso studioso, Norman combatté nella Battaglia di Worcester nel 1651.[25]

## Cimeli del Clan
I principali cimeli associati al Clan MacLeod, custoditi presso il Castello di Dunvegan, includono la Fairy Flag, la Dunvegan Cup e il Corno di Sir Rory Mor.

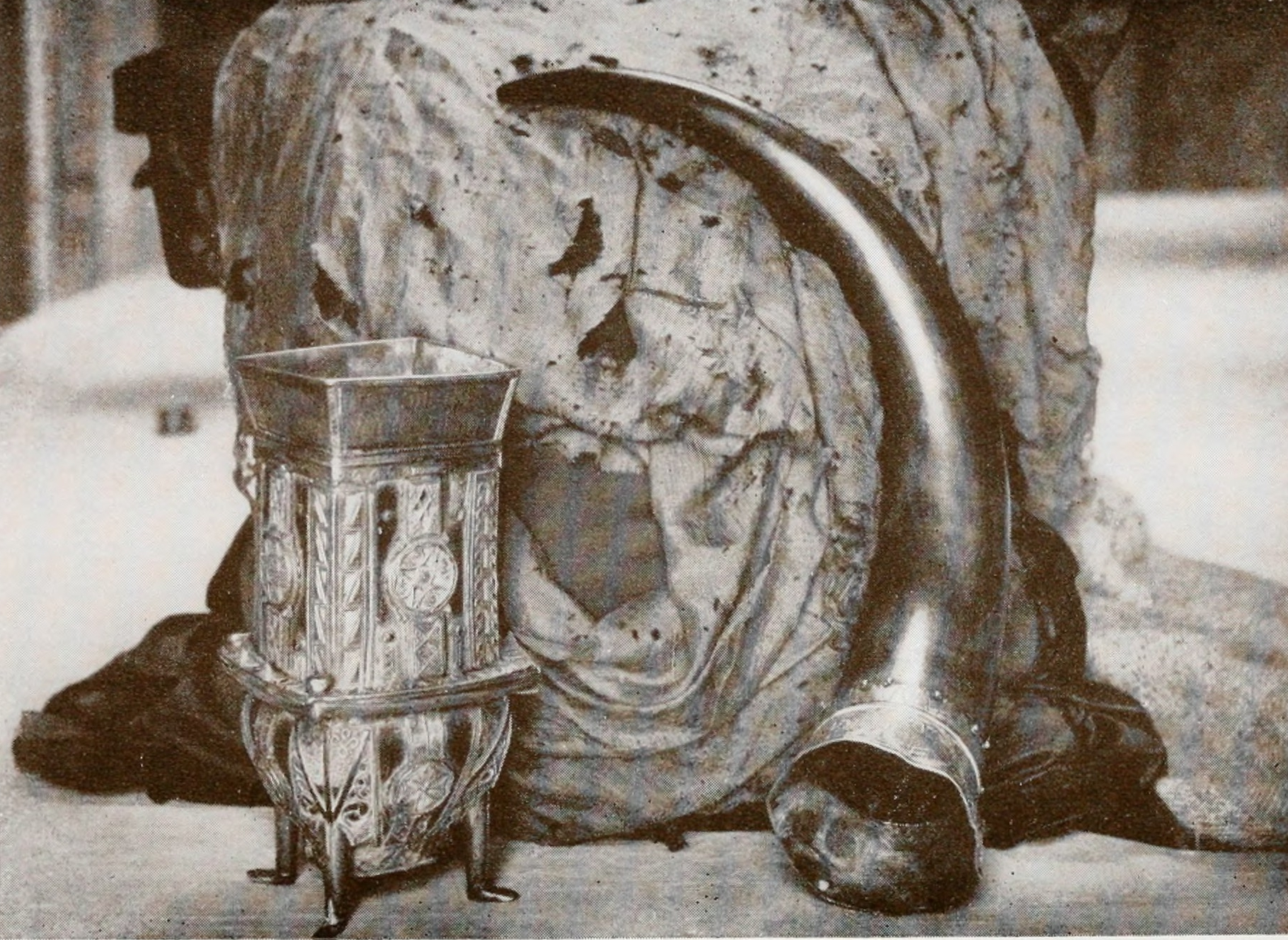
Dunvegan Cup, Fairy Flag, e Sir Rory Mor's Horn.

### Fairy Flag
Tra i cimeli più celebri del clan, la Fairy Flag è avvolta in numerose leggende che ne attribuiscono origini misteriose e presunti poteri magici. Secondo la tradizione, quando dispiegata, la bandiera avrebbe salvato il clan in tre diverse occasioni.

### Dunvegan Cup
La Dunvegan Cup è un calice cerimoniale in legno e argento, realizzato in Irlanda e risalente al 1493. Si ritiene che sia entrato in possesso dei MacLeod nel XVI o XVII secolo, probabilmente durante un periodo in cui il clan inviò aiuti a capi irlandesi impegnati in conflitti contro forze sostenute dagli inglesi.

### Corno di Sir Rory Mor
Il Corno di Sir Rory Mor, che prende il nome dal 15º capo del clan, è un altro cimelio significativo. La tradizione del clan stabilisce che l'erede maschio del clan debba bere un'intera bevanda dal corno in un solo sorso, come rito simbolico.

## Simboli del Clan

### Stemma del Clan
I membri del Clan MacLeod hanno il diritto di indossare un crest badge per dimostrare la loro fedeltà al capo del clan. Questo stemma contiene il crest araldico e il motto araldico del capo del clan. Come lo stemma del capo, questi elementi sono considerati proprietà araldica esclusiva del capo.

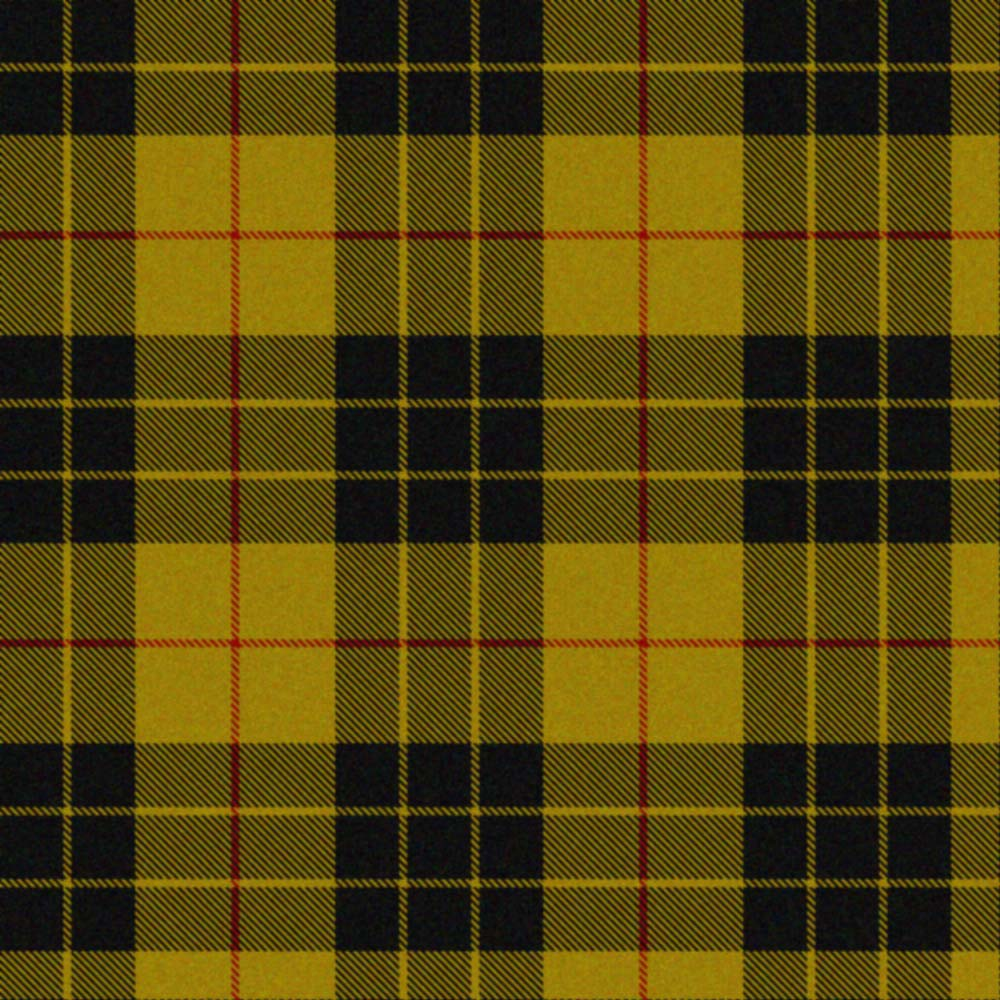
MacLeod of Lewis o MacLeod dress

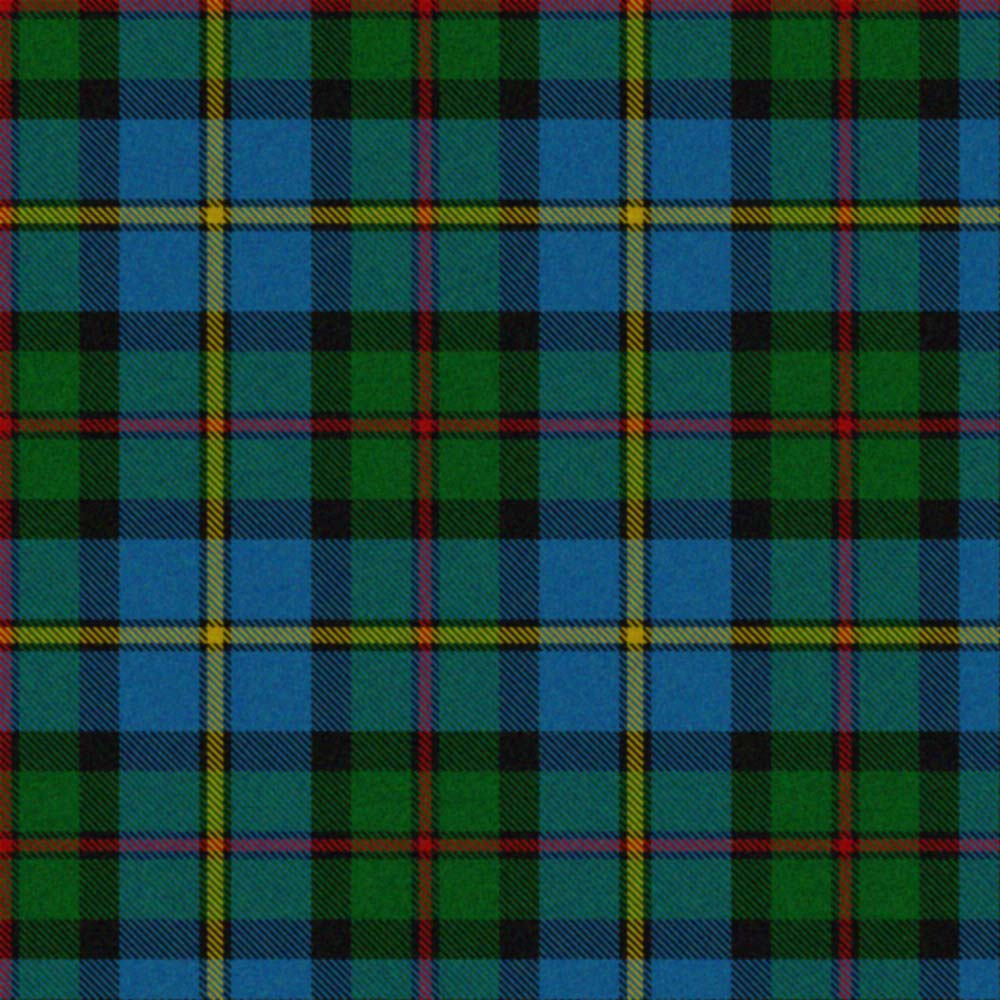
MacLeod hunting o MacLeod of Harris.

Il crest del badge è descritto araldicamente come: una testa di toro di colore nero (sable), con corna d'oro (Or), posta tra due bandiere rosse (gules), fissate a stendardi di colore naturale. Il motto del clan è Hold Fast ("Tieniti saldo"). I membri del Clan MacLeod of The Lewes hanno diritto a un crest badge differente, derivato dallo stemma del capo di quel particolare ramo del clan.

### Tartan del Clan
Il tartan del Clan MacLeod di Lewis è disponibile in diverse varianti, tra cui le versioni antica e moderna, che risultano essere le più popolari. Questi tartan sono comunemente utilizzati per confezionare kilt e altri capi tradizionali. 

### Distintivo vegetale
I membri del Clan MacLeod possono indossare un rametto di ginepro (juniper) come distintivo del clan. Questo distintivo è solitamente fissato sul cappello, dietro al crest badge, oppure sulla spalla della fascia di tartan indossata dalle donne.